# Visions (альбом Граймс)
Visions — третий студийный альбом канадской синт-поп певицы и композитора Граймс, выпущенный 31 января 2012 года. Альбом был целиком записан в аудиоредакторе GarageBand в течение всего трёх недель. По выходе Visions получил хорошие отзывы у критики и назывался в числе «альбомов года».

## История
Весь материал альбома был записан Граймс в августе 2011 года при помощи аудиоредактора GarageBand. В январе 2012 года певица сообщила, что дистрибуцией альбома будет заниматься влиятельный инди-лейбл 4AD, с которым она только что заключила контракт. Официальный релиз Visions состоялся в Канаде 31 января 2012 года, но ещё за неделю до этого его можно было легально прослушать на NPR. В Америке альбом поступил в продажу 21 февраля, во всех остальных странах — 1-12 марта.
Первый сингл с альбома, «Genesis», был выпущен 9 января, незадолго до выхода пластинки; за ним последовал «Oblivion», вышедший 20 февраля. На обе композиции были сняты видеоклипы. Над видео для «Oblivion» работала режиссёр Эмили Кай Бок, а клип на «Genesis» сняла сама Граймс.
Обложка альбома была нарисована самой певицей, справа внизу на неё вынесена цитата из стихотворения Анны Ахматовой «Песня последней встречи» (на русском языке).

## Реакция критики
Альбом был почти единодушно принят критиками. Джон Караманика из New York Times назвал его «пока что одной из самых впечатляющих записей года». Обозревательница All Music Guide Хезер Фэарс написала о нём: «свежий и, при всей своей причудливости, удивительно доступный для слуха, Visions околдовывает». Pitchfork Media оценил его в 8.5 баллов из 10 и включил в категорию «Best New Music» («Лучшая новая музыка»). Бенджамен Боулз из газеты Now отметил, что, «хотя Visions, со всеми его хип-хоповыми и R'n'B-влияниями — несомненно продукт 2012 года, он, тем не менее, прекрасно укладывается в обширную традицию 4AD'овского дрим-попа». Рецензент Slant Magazine, хотя и отнёсся к альбому несколько более критично, назвал его «несовершенным, но очень личным проблеском из мира фантазий его создательницы».
В конце года многие издания включили Visions в списки «лучших альбомов 2012», в их числе All Music Guide, New Musical Express, Rolling Stone (в начале года давший альбому негативную оценку), Pitchfork Media, PopMatters и Афиша

## Список композиции
Слова и музыка всех песен — написаны Граймс.
| №   | Название                                               | Длительность |
| --- | ------------------------------------------------------ | ------------ |
| 1.  | «Infinite ♡ Without Fulfillment»                       | 1:36         |
| 2.  | «Genesis»                                              | 4:15         |
| 3.  | «Oblivion»                                             | 4:12         |
| 4.  | «Eight»                                                | 1:48         |
| 5.  | «Circumambient»                                        | 3:43         |
| 6.  | «Vowels = Space and Time»                              | 4:21         |
| 7.  | «Visiting Statue»                                      | 1:59         |
| 8.  | «Be a Body (侘寂)»                                     | 4:20         |
| 9.  | «Colour of Moonlight (Antiochus)» (благодаря Doldrums) | 4:00         |
| 10. | «Symphonia IX (My Wait Is U)»                          | 4:53         |
| 11. | «Nightmusic» (featuring Majical Cloudz)                | 5:03         |
| 12. | «Skin»                                                 | 6:09         |
| 13. | «Know the Way (Outro)»                                 | 1:45         |

| №   | Название         | Длительность |
| --- | ---------------- | ------------ |
| 14. | «Christmas Song» | 2:58         |

| №   | Название | Длительность |
| --- | -------- | ------------ |
| 14. | «Angel»  | 1:22         |

| №  | Название                                  | Длительность |
| -- | ----------------------------------------- | ------------ |
| 1. | «Ambrosia»                                | 3:33         |
| 2. | «Christmas Song» (благодаря Jay Worthy)   | 3:00         |
| 3. | «Genesis» (Skip Remix)                    | 4:01         |
| 4. | «Song for Ric» (благодаря Majical Cloudz) | 3:25         |
| 5. | «Be a Body» (Baarsden Remix)              | 3:25         |

| №  | Название                    | Длительность |
| -- | --------------------------- | ------------ |
| 1. | «Angel»                     |              |
| 2. | «Life After Death»          |              |
| 3. | «Oblivion» (Baarsden Remix) |              |
| 4. | «Be a Body» (Tokori Remix)  |              |

| №   | Название           | Длительность |
| --- | ------------------ | ------------ |
| 14. | «Life After Death» | 2:48         |
| 15. | «Ambrosia»         | 3:31         |

| №                   | Название                                | Длительность |
| ------------------- | --------------------------------------- | ------------ |
| 1.                  | «Oblivion»                              | 4:12         |
| 2.                  | «Eight»                                 | 1:48         |
| 3.                  | «Circumambient»                         | 3:43         |
| 4.                  | «Life After Death»                      | 2:48         |
| 5.                  | «Nightmusic» (благодаря Majical Cloudz) | 5:03         |
| 6.                  | «Ambrosia»                              | 3:31         |
| 7.                  | «Symphonia IX (My Wait Is U)»           | 5:53         |
| 8.                  | «Genesis»                               | 5:15         |
| 9.                  | «Skin»                                  | 6:09         |
| Общая длительность: | Общая длительность:                     | 38:22        |

## История выпуска
| Страна         | Дата            | Лейбл                  |
| -------------- | --------------- | ---------------------- |
| Канада         | 31 января 2012  | Arbutus Records        |
| США            | 21 февраля 2012 | 4AD                    |
| Австралия      | 1 марта 2012    | Remote Control Records |
| Германия       | 9 марта 2012    | 4AD                    |
| Великобритания | 12 марта 2012   | 4AD                    |
| Франция        | 12 марта 2012   | 4AD                    |
| Япония         | 6 июня 2012     | Hostess Entertainment  |